# Русский шансон
Ру́сский шансо́н — собирательный термин, которым обозначают различные жанры популярной музыки: городской романс, военные, эмигрантские, блатные и некоторые эстрадные песни.

## История
Предтечей данного направления музыкальные историки считают «арестантские», «каторжные» и «кандальные» песни середины XIX — начала XX веков, уходящие своим началом в средние века, в творчество «разбойных» песен. Они дали начало музыкальному явлению, названному позже «блатной песней», «блатняком». По текстовой тематике эти баллады перекликаются с ранним «афроамериканским блюзом» — в обоих случаях песни посвящены тяжкой доле подневольного народа и несбыточным свободолюбивым мечтам.
В российской музыкальной индустрии термин «русский шансон» был введён как эвфемизм в 1990-х годах, когда блатная песня стала звучать на эстраде, по радио и телевидению, и популяризован одноимённой радиостанцией в Москве, радиостанцией «Ночное такси» в Санкт-Петербурге, а также продюсерскими компаниями «Мастер саунд рекордс» (существовала в 1997—2017 годах) и «Русский шансон» (существовала в 2002—2016 годах), с их дочерними структурами, основателем и руководителем которых до своей смерти в 2006 году являлся бизнесмен, продюсер Юрий Николаевич Севостьянов (1961—2006).
Именно при участии указанных продюсерских организаций, в Государственном Кремлёвском дворце с 2002 года проводится церемония вручения премии «Шансон года», формальным учредителем которой выступило руководство «Радио Шансон». Участниками стали исполнители самых различных жанров и направлений, иногда — только отдалённо имеющих отношение к шансону.
Таким образом, под понятие русского шансона попадают довольно отличные друг от друга исполнители — от Петра Лещенко, Михаила Шуфутинского и Аркадия Северного до Клавдии Шульженко и Марка Бернеса, — отчего данный термин вызывает противоречивое отношение и не всеми принимается. Так или иначе, в Государственном кремлёвском дворце с 2002 года проводится церемония вручения премии «Шансон года».
Один из известных представителей русского шансона, Стас Михайлов, в апреле 2013 года во время музыкальной церемонии «Шансон года-2013» так отвечал на вопрос корреспондента газеты «Аргументы и факты» о причинах популярности шансона как жанра: «…Люди нашей страны выбирают сегодня тех артистов, которые затрагивают своим творчеством струны человеческой души. Шансон аккумулирует вокруг себя самое лучшее, что есть сегодня на нашей эстраде. Тем „Шансон года“ и ценен: он всегда представляет тех, кто живёт, чтобы петь. И поёт, чтобы жить…».

## Ключевые исполнители
На формирование стиля «русский шансон» оказали влияние следующие исполнители:

### Городской романс
- Кучин, Иван Леонидович
- Наговицын, Сергей Борисович
- Шуфутинский Михаил Захарович
- Круг Михаил Владимирович
- Вяльцева Анастасия Дмитриевна
- Вертинский Александр Николаевич
- Юрьева Изабелла Даниловна
- Козин Вадим Алексеевич
- Шульженко Клавдия Ивановна
- Розенбаум Александр Яковлевич

### Одесский бит
- Утёсов Леонид Осипович
- Лещенко Пётр Константинович
- Токарев Вилли Иванович
- Успенская Любовь Залмановна
- Северный Аркадий Дмитриевич

### Танцевальный, или дискотечный шансон
- Мафик
- Бутырка (группа)
- Юрий Алмазов (Надыктов), группа «БумеR»

### Тюремный рэп, или турбо-шансон
- Барецкий, Станислав Валерьевич
- Группа «Антиреспект»
- Каспийский груз
- Гио Пика

### Исполнители разных жанров шансона
- Амирамов, Ефрем
- Бобков, Слава
- Бутырка (группа)
- Воровайки
- Гинзбург, Сергей
- Голицына, Катя
- Григорьев, Евгений Геннадьевич, он же Жека
- Гулько, Михаил
- Джигурда, Никита
- Джина
- Драгилев, Борис
- Дюмин, Александр
- Ефремов Л.
- Звездинский, Михаил
- Кабриолет
- Кричевский, Гарик
- Канада, Семён
- Королёв, Виктор
- Круг, Михаил
- Круг, Ирина
- Кузема, Вадим
- Курсанова, Марина
- Лапина, Наталья
- Лепс, Григорий
- Лесоповал
- Лисицын, Владимир
- Любавин, Сергей
- Мартынов, Андрей
- Медин, Вадим
- Медяник, Слава
- Михайлов, Стас
- Могутов, Потап
- Новиков Александр
- Норд, Геннадий Эдуардович
- Огонек, Катя
- Орехов, Александр
- Орлова, Оксана
- Портной, Леонид
- Пятилетка (группа)
- Розенбаум, Александр
- Северный, Аркадий
- Токарев, Вилли
- Трофимов, Сергей (Трофим)
- Успенская, Любовь
- Файер, Владимир
- Цыганова, Вика
- Шелег, Михаил
- Шуфутинский, Михаил
- Яковлев, Антон

## Критика
Обозреватель РАПСИ Аркадий Смолин так охарактеризовал влияние русского шансона и, в частности, «Радио „Шансон“» на российское общество:
Даже музыкальные критики вынуждены идти на уступки (из страха ли, конформизма) и называть «блатную музыку» политкорректным (и лживым) термином «русский шансон».

Триумфальный захват блатной культурой информационного пространства за последние 35 лет привел к «вымиранию» русского языка. Недавнее социологическое исследование СПбГУ показало, что «язык из средства выразительного раскрытия своего мира превращается в набор указательных местоимений». Социальные низы потеряли доверие к грамотной речи, а образованные классы играют только «на понижение» (в целях эксплуатации маргиналов, говорят на «их языке» и понижают планку культурных запросов — самое наглядное подтверждение чему: хиты кинопроката и фильмы, получившие господдержку).
Признавая объективность существования «шансона», Александр Градский считал, что тот занимает не своё место:
У нас сегодня есть то, что называется «шансон». Это жуткое дерьмо всё. Но это же есть. Более того, оно занимает не своё место. Не стадионы надо X, Y и Z снимать, а работать в кабаке, где, собственно говоря, шансону и место. И тогда это правильно. (Ну, назовём это шансон, потому что в принципе это блатняк.) Вот оно должно быть там. У нас сегодня всё наоборот: у нас сегодня в ресторанчиках, кафешках работают великолепные джазовые музыканты, блестяще играющие. <…> Это всё зависит от нас, от публики. У нас публика всё ж таки не очень какая-то требовательная. Может, это всё-таки недостатки воспитания музыкального.